# Paradoxe de Banach-Tarski

Illustration du paradoxe de Banach-Tarski

En mathématiques, et plus précisément en géométrie, le paradoxe de Banach-Tarski est un théorème, démontré en 1924 par Stefan Banach et Alfred Tarski, qui affirme qu'il est possible de découper une boule de l'espace usuel {\displaystyle {\mathbb {R} ^{3}}} en un nombre fini de morceaux et de réassembler ces morceaux pour former deux boules identiques à la première, à un déplacement près. Ce résultat paradoxal implique que ces morceaux soient non mesurables, sans quoi on obtiendrait une contradiction (le volume étant un exemple de mesure, cela veut plus simplement dire que ces morceaux n'ont pas de volume).
Le paradoxe de Banach-Tarski se généralise à tous les {\displaystyle {\mathbb {R} ^{n},n\geq 3}}, mais ne peut se réaliser dans le plan {\displaystyle {\mathbb {R} ^{2}}}.
La démonstration de ce résultat utilise l’axiome du choix, nécessaire pour construire des ensembles non mesurables.

## Préliminaires informels
Le groupe des déplacements (ou isométries affines directes) de {\displaystyle {\mathbb {R} ^{3}}} est l’ensemble de toutes les translations et rotations (autour d'un axe) et de leurs composées, c’est-à-dire l’ensemble de toutes les manières de prendre une figure dans l’espace et de la déplacer ou de la faire tourner sur elle-même sans la déformer (et en particulier sans changer sa taille). Un déplacement peut se voir comme une fonction mathématique g et une figure comme un ensemble de points E. Dire qu’il existe un déplacement g tel que g(E) = F, c’est simplement dire que E et F ont la même forme et la même taille, bref qu’ils sont identiques à leur position près.
Deux ensembles sont donc équidécomposables si on peut couper le premier en morceaux et reconstruire le deuxième simplement en déplaçant les morceaux (c’est-à-dire en leur appliquant un déplacement). Un ensemble est dédoublable s’il est équidécomposable à la réunion de deux copies disjointes de lui-même.
Informellement, une mesure est une fonction mathématique qui satisfait aux mêmes conditions qu’une longueur. C’est donc une généralisation de la longueur (ou du volume). Un bon exemple de mesure est la mesure de Lebesgue : si on veut mesurer un intervalle, on prend sa longueur et si on a un ensemble « en plusieurs morceaux », on prend la somme de la longueur de chacun des morceaux. Par exemple, si deux bouteilles d’un litre de vin sont posées à deux endroits différents, physiquement il y a deux objets distincts. C’est ici que le volume montre « ses limites ». Mais mathématiquement on peut considérer que ces deux bouteilles ne forment qu’un seul et même objet dont le volume est 2 litres. C’est un exemple de mesure.
Plus généralement, la mesure d'un ensemble constitué de plusieurs « objets » disjoints est la somme des mesures de chacun des objets, la mesure d'un « objet » sans intérieur est nulle, et enfin la mesure d'un « objet » ne change pas si on le déplace. Ce qu'affirme ce paradoxe, c’est qu’on peut « construire » — mais à l'aide de l'axiome du choix, donc de façon non effective — des ensembles suffisamment « tordus » pour qu’on ne puisse pas les mesurer, c’est-à-dire qu’on ne peut pas leur associer une valeur en général (ou un volume ou une longueur en particulier) sans contredire les trois propriétés évoquées plus haut. Plus précisément, si on essaie de trouver une manière de leur associer un volume, on peut prouver qu’en continuant d’appliquer cette méthode, on trouvera une partie qui a le même volume que le tout, ce qui est absurde. Le paradoxe affirme que l’on peut dédoubler une boule dès l’instant qu’on passe par une étape où elle est coupée en morceaux non mesurables. Par la suite, on peut réassembler ces morceaux en un objet « plus gros » sans avoir à dire que cet objet et la boule de départ ont le même volume puisque le volume du résultat n’est pas la somme des volumes des morceaux. Aussi, on admet communément qu'il est impossible de définir le volume de parties aussi complexes.
Cela est pour le moins nuancé par les travaux de Leroy et Simpson. En effet, le point de vue de la théorie des locales permet de cerner les espaces topologiques avec une grande finesse. De même qu'un polynôme de degré 2 a toujours deux racines complexes comptées avec multiplicité mais que cette régularité est cachée si on pense seulement aux racines réelles et sans multiplicité, la théorie des locales permet de rendre la théorie plus harmonieuse en "révélant des parties cachées de l'espace". Notamment, une locale peut être non-vide tout en ne contenant aucun point. La théorie des locales permet de définir une mesure sur toutes les sous-locales (en particulier toutes les parties) de l'espace de dimension d. Cela semble contredire le paradoxe de Banach-Tarski  (ainsi que le paradoxe de Vitali), mais la contradiction n'est qu'apparente. En effet, les morceaux de la décomposition paradoxale sont disjoints au sens des ensembles mais pas au sens de la théorie des locales : les intersections sont des ensembles sans point mais quand même non-vides, et qui se voient en fait attribuer une mesure non-nulle. C'est le fait de négliger cette masse cachée qui mène au paradoxe dans la théorie classique. Ainsi, il n'existe pas de manière de définir le volume de toutes les parties de l'espace d'une façon qui respecte les attendus naïfs de ce qu'est un volume mais il existe une façon satisfaisante de réviser ce cahier des charges et pour laquelle le volume de toute sous-locale de l'espace est bien défini.

## Énoncé plus précis
Soit G un groupe de transformations d'un ensemble E.
Deux parties A et B de E sont dites équidécomposables (suivant G) s’il existe une partition finie de A, (A1, … , An), et une partition finie de B de même taille, (B1, … , Bn), telles que :
{\displaystyle \forall k\in \{1,\ldots ,n\}\quad \exists g_{k}\in G\quad g_{k}(A_{k})=B_{k}.}
Par exemple, tout parallélogramme est équidécomposable à un rectangle. L’équidécomposabilité est une relation d'équivalence : elle est symétrique, réflexive et transitive. À noter ici qu’il n'est pas intéressant d’inclure les homothéties dans G. On prend donc généralement le groupe des isométries. On parvient même ici à se limiter aux isométries directes (engendrées par les translations et rotations).
Un ensemble C est dit « dédoublable » s’il est la réunion de deux ensembles disjoints A et B tels que A, B et C soient équidécomposables.
Démontrer le résultat de Banach-Tarski revient à montrer que la boule unité de {\displaystyle {\mathbb {R} ^{3}}} est dédoublable suivant le groupe des déplacements de {\displaystyle {\mathbb {R} ^{3}}}.
Ce paradoxe a lieu en dimension 3 et plus mais pas en dimension 1 ou 2. Cela est intimement lié au fait que le groupe des rotations (vectorielles) de l'espace euclidien de dimension d>2 est non commutatif, et plus précisément que le groupe des isométries affines de cet espace est un groupe moyennable si et seulement si d est inférieur ou égal à 2. La notion de moyennabilité, très fertile, a d'ailleurs été introduite par von Neumann en 1929 pour élucider ce paradoxe.